# Cosden Oil & Chemical Company
Cosden Petroleum war ein US-amerikanisches Öl- und Chemieunternehmen, dessen Nachfolgergesellschaften heute zu Total gehören. Cosden war vor allem in Texas aktiv.
1958 errichtete Cosden Petroleum in Big Spring (Texas) eine moderne Raffinerie mit Polystyrol-Anlage. 1963 wurde Cosden Petroleum von Petrofina übernommen und in American Petrofina umbenannt. Im selben Jahr wurde die Cosden Oil & Chemical Company gegründet, um die petrochemischen Komplexe in Big Spring und Colorado City zu betreiben. Weitere Raffinerien befanden sich in Mt. Pleasant, Wichita Falls und El Dorado (Kansas).
Außerdem betrieb Cosden ein Pipeline- und Produktenleitungsnetz, das im Norden bis nach Nebraska und Iowa reichte.:19
Der Umsatz im Geschäftsjahr 1963 betrug 156 Mio. US-Dollar, was in heutiger Kaufkraft 1.381 Mio. $ entspricht.
Cosden war das einzige Unternehmen weltweit, das Ethylbenzol durch destillative Abtrennung gewann. Diese Supferfraktionierung erforderte Kolonnen mit über 300 theoretischen Böden und einem Rücklaufverhältnis von etwa 100:1. Von 1957 an produzierte Cosden Ethylbenzol mit einer Kapazität von 22.700 t pro Jahr.
1968 ging Cosden Oil & Chemical ein Joint Venture mit Borg-Warner ein, das in Louisiana eine Styrolmonomer-Anlage errichtete. Deren Kapazität wurde bis 1980 auf 1 Mio. jato erhöht. Mit BFGoodrich ging Cosden Oil & Chemical 1977 die Joint Venture Abtec Chemical ein, die Acrylnitril-Butadien-Styrol (ABS) herstellte. 1979 wurde Abtec Chemical an Mobay verkauft.